# Безродний Євген Федорович
Безродний Євген Федорович (27 серпня 1925, Злинка, Кіровоградська область, Українська РСР, СРСР) — радянський і український політолог, доктор історичних наук, професор, ветеран Другої світової війни.

## Біографія
Народився 27 серпня 1929 року в селищі Злинка Мовисківського району Кіровоградської області. У 1942 році закінчив 9 класів школи селища Вільхівчик Чистяківського району Донецької області. 
У березні 1943 року добровільно вступив до Червоної армії. Проходив службу в 212-й кулеметній роті запасного полку та 39-му гвардійському полку 13-ї гвардійської дивізії. У 1944 році брав участь у бойових діях на території України, Молдови, Румунії та Польщі (Яссо-Кишинівська та Сандомирська операції).
З 18 серпня 1944 по березень 1945 року проходив лікування в евакуаційному шпиталі № 5982 міста Харкова від тяжкого поранення та контузії.
У 1945 році — в складі 117-ї стрілецької дивізії 1-го Українського фронту брав участь у Празькій операції; з серпня у складі 7-ї механізованої бригади 3-го гвардійського полку танкового корпусу 1-го Далекосхідного фронту під час війни з Японією. Після війни навчався у танковій школі. Протягом 1946—1950 років служив у 359-му важкому танко-самохідному полку 3-ї танкової Харбінської дивізії. У 1948 році закінчив дивізійну партійну школу, вступив до комуністичної партії.
Після демобілізації працював секретарем райкому комсомолу, інструктором райкому партії в місті Кашик (нині місто Шахтарськ Донецької області). Закінчив 10 клас Катиківської вечірньої школи робітничої молоді.
У 1951—1956 роках навчався на факультеті міжнародних відносин Київського державного університету імені Т. Г. Шевченка, одержав спеціальність історика-міжнародника, референта-перекладача.
У 1956—1958 роках — відповідальний секретар Національної комісії Білоруської РСР в справах ЮНЕСКО, протягом 1958—1961 років працював референтом-перекладачем в Білоруському філіалі павільйону Союзголовторгу при Держплані СРСР, завідувачем кабінету політичної освіти Ленініського райкому партії міста Мінськ. У серпні 1961 року переїхав до Києва.
У 1961—1963 роках — редактор відділу літератури з міжнародних питань у Політичному видавництві України. У 1963—1965 роки — секретар Колегії Міністерства вищої і середньої спеціальної освіти УРСР. У 1964 році захистив  дисертацію на ступінь кандидата історичних наук.
Протягом 1965—1990 років працював у Київському державному педагогічному інституті імені О. М. Горького старшим викладачем, доцентом, професором, завідувачем (1981—1989) кафедри наукового комунізму. У 1990 році захистив дисертацію і отримав ступінь доктора історичних наук.
У 1991—1995 роках завідувач кафедри політології і соціології Соціально-гуманітарного факультету Українського Державного педагогічного університету імені М. П. Драгоманова. У 1995-2001 роки — професор кафедри політології і соціології Соціально-гуманітарного факультету Національного педагогічного університету імені М. П. Драгоманова.

## Наукова діяльність
У 1964 році захистив кадидатську дисертацію на тему «Англо-американские противоречия в Латинской Америке после второй мировой войны (1945—1955 гг.)», у 1990 році захистив докторську дисертацю на тему «Участие Советской Украины в международных связях СССР 1923—1929 гг.»
Автор понад 300 наукових праць з питань наукового комунізму 60—80-х років ХХ століття; розвитку комунізму в Латинській Америці, історії міжнародних зв'язків Української СРР у 20-х роках ХХ століття, політичної діяльності українських (О. Довженко, О. Вишня, І. Франко, П. Тичина) та зарубіжних (Т. Дрвайзер, А. Барбюс) письменників, німецько-радянської війни 1941—1945 років; історії політичних вчень. Підготував 12 кандидатів та докторів наук.

### Вибрані праці
- «Латинська Америка бореться». - Київ: Товариство для поширення політичних і наукових знань УРСР, 1963. - 56 с.
- «До самих Анд: про національно-визвольний рух молоді Латинської Америки». - Київ: Молодь, 1965. -  64 с.
- «Латинська Америка сьогодні». - Київ: Знання, 1967. - 48 с.
- «Стратегія і тактика комуністичних і робітничих партій на сучасному етапі». - Київ: Знання, 1967. - 42 с.
- «Марксистсько-ленінська програма світового комуністичного руху». - Київ: Знання, 1969. - 29 с.
- «Теодор Драйзер про Україну (до 100-річчя з дня народження)». Всесвіт. 1971. № 8. С. 87.
- «Нові документи про Олександра Довженка». Архіви України. 1971. № 4. С. 75-77.
- «Радянська Україна в об’єднавчому русі за утворення СРСР». - Київ: Знання, 1972. - 33 с.
- «Перша подорож у Європу (українських радянських письменників». Вітчизна. 1972. № 10. С. 217-219.
- «Міжнародні зв’язки «Укрповітрошляху» (1923-1930 рр.)». Український історичний журнал. 1973. № 2. С. 120-129.
- «Зустріч на Україні: до 100-річчя від дня народження А. Барбюса». Дніпро. 1973. № 5. С. 124-126.
- «Пролетарський інтернаціоналізм – основа єдності трудящих світу». - Київ: Знання, 1974. - 29 с.
- «Остап Вишня в Німеччині». Вітчизна. 1974. № 4.  С. 216-218.
- «З почесною місією в Європу: про перебування українського письменника І. К. Микитенка в країнах Західної Європи». Вітчизна. 1975. № 1. С. 212-214.
- «Не забуду своїх поїздок: про зв’язки П. Г. Тичини з Болгарією». Вітчизна. 1976. № 9. С. 154-155.
- «З історії міжнародних зав’язків Радянської України в галузі освіти (1922-1928 рр.)». Український історичний журнал. 1977. № 3. С. 86-95.
- «Криза капіталізму і революційний рух робітничого класу». - Київ: Знання, 1978. -27 с.
- «Останні дні життя (І. Я. Франка)». Вітчизна. 1981. № 8. С. 196-198.
- «Критика буржуазных и ревизионистских концепций в курсе научного коммунизма». - Киев, 1981. - 30 с.
- «Пролетарский интернационализм – мощное оружие трудящихся в борьбе за обновление мира». - Киев: КГПИ, 1982. - 30 с.
- «Радянська Україна в об’єднавчому русі за утворення СРСР». Український історичний журнал. 1982. № 7. С. 27-36.
- «Горький під наглядом жандармів». Вітчизна. 1983. № 11. С.205-207.
- «Идеологическая агрессивность империализма на современном этапе». - Николаев, 1983. - 24 с.
- «XXVII съезд КПСС об антиимпериалистической борьбе народов освободившихся стран за национальною независимость, социальный прогресс». - Киев: КГПИ, 1986. - 29 с.
- «Світова класична думка про державу і право». - Київ : Юрінком Інтер, 1999. - 397 с. (співавтори - Г. К. Ковальчук, О. С. Масний)
- «Правда и ложь о Великой Отечественной войне (1941-1945 гг.) : к 60-летию освобождения Украины от немецко-фашистских захватчиков». - Киев, 2004. - 25 с.
- «Україна в полум'ї війни. 1941-1945». - Київ: Україна, 2005. - 560 с. (у сівавторстві).
- «Історія політичних вчень»[4]. Київ: Професіонал, 2006. - 432 с. (співавтор О. І. Уткін).

## Нагороди
- Орден слави ІІІ ступеня[5];
- Орден Вітчизняної війни I ступеня[6];
- Орден «За мужність»;
- Нагрудний знак «Відмінний кулеметник»;
- Нагрудний знак «Відмінний танкіст»;
- Почесна грамота Міністерства освіти і науки України (2005)[7].